# Tumbu
Tumbu é uma cidade da Serra Leoa.